# Hamam El Qarahleh
Hamam El Qarahleh (tiếng Ả Rập: حمام القراحلة) là một ngôi làng Syria ở quận Jableh thuộc tỉnh Latakia. Theo Cục Thống kê Trung ương Syria (CBS), Hamam El Qarahleh có dân số 921 trong cuộc điều tra dân số năm 2004.